# بن نسا
بن نسا یکی از روستاهای دهستان بازرجان بخش مرکزی شهرستان تفرش در استان مرکزی ایران است.
این روستا زادگاه و مدفن شاعر و نویسنده ی بلندآوازه مظاهر مصفا است. 